# Chana (socken)
Chana (kinesiska: 差那, 差那乡) är en socken i Kina. Den ligger i den autonoma regionen Tibet, i den sydvästra delen av landet, omkring 510 kilometer väster om regionhuvudstaden Lhasa. Antalet invånare är 2 691. Befolkningen består av 1 268 kvinnor och 1 423 män. Barn under 15 år utgör 31 %, vuxna 15-64 år 63 %, och äldre över 65 år 4,0 %.
Genomsnittlig årsnederbörd är 608 millimeter. Den regnigaste månaden är augusti, med i genomsnitt 137 mm nederbörd, och den torraste är november, med 6 mm nederbörd.